# Crna čiopa
Crna čiopa (Apus apus) ptica je iz porodice čiopa (Apodidae). Na mjesta gniježđenja dolazi kao posljednja, a napušta ih prva; za pticu svoje veličine može dostići zavidnu starost (zabilježeni su slučajevi jedinki starih 21 godinu). Loše vremenske uvjete izdržava u stanju nalik nesvjesnom. 

## Opis
Tamnosmeđe je boje, a vrat joj je bijel. Duga je 16 – 17 cm, a ima raspon krila 38 – 40 cm. Teška je oko 35 grama. Najveći životni vijek ove vrste je 21 godina.

## Način života
Kod čiope je najzanimljivija njena prilagođenost letenju – tijelo je razvijeno upravo savršeno za let kroz zrak. Radijus leta još nije izmjeren, procijenjen na 190.000 km godišnje. Čiopa sve svoje aktivnosti izvodi u zraku, osim odgajanja mladih. Tamo nalazi hranu, igra se, čak i spava na krilima najveći dio svoga života. U zraku se pari i prikuplja materijal za izgradnju gnijezda; krila su uska, ali duga, što čiopu čini brzim i preciznim lovcem na kukce i pauke. 
Crne čiope ne nose jednog po jednog kukca mladima u gnijezdo, nego ih u grlu skupljaju i sljepljuju u loptice. Svaka loptica u prosjeku sadrži oko 300 kukaca. Odrasla ptica tako dnevno u gnijezdo donese i do 3000 kukaca i pauka. Na Gibraltaru je promatrana populacija crnih čiopa – 3000 parova ulovi, što za mlade, što za sebe do 18 milijuna kukaca dnevno.
Vodu također pije u letu tik iznad površine vode, a kupa se tako što zaroni kljun i prska vodu okolo. Najveća prijetnja su joj sokol lastavičar, Eleonorin sokol, mali sisavci (za vrijeme gniježđenja) i automobili (kada je vrijeme kišno i ptice lete nisko). 

## Razmnožavanje
Čiopa se na mjesta gniježđenja vraća svake godine otprilike u isto vrijeme, početkom svibnja u Srednjoj Europi. Parovi ostaju vjerni jedno drugome godinama i uvijek se gnijezde na istom mjestu, ali u slučaju da se jedan partner ne vrati iz Afrike ili ugine, njegovo mjesto ubrzo zauzima druga jedinka istog spola. Čiope liježu 2 – 3 jaja, a oba roditelja zajedno odgajaju i hrane mlade. U to vrijeme ptice lete sve do mraka, dok se ptice u koloniji koje se nisu parile okupljaju i lete visoko u zrak kako bi tamo spavale na krilima. Krajem srpnja mlade ptice izlijeću iz gnijezda (najčešće odmah po zalasku Sunca). Nije im potrebno vježbanje u letu pošto već poslije kratkog vremena (oko 42 dana) lete jednako dobro kao i odrasle ptice. Početkom kolovoza počinje selidba u Afriku.  
- Čiopa koči repnim perima prije ulaska u gnijezdo
- Mlada čiopa koja još ne može letjeti
- Čiopina jaja

## Vanjske poveznice
- The Common Swift website
- APUSlife The Virtual Magazine of the Common Swift